# یولیا لیر
یولیا لیر (آلمانی: Julia Lier؛ زادهٔ ۱۱ نوامبر ۱۹۹۱) قایقران روئینگ اهل آلمان است.
وی در مسابقات کشوری و بین‌المللی در مجموع برندهٔ ۳ مدال طلا، ۲ مدال نقره، ۱ مدال برنز شده‌است.